# Lilly Hafgren
Lilly Johanna Maria Hafgren, també Lilly Hafgren-Waag, Lilly Hafgren-Dinkela, (7 d'octubre de 1884, Estocolm — 27 de febrer de 1965, Berlín) va ser una soprano operística sueca que va actuar principalment a Alemanya. Després d'estudiar a Frankfurt i Milà, el 1908 va debutar a Bayreuth com a Freia a Rheingold de Wagner. Va actuar en diversos papers al Hofteater de Mannheim i al Hofoper de Berlín. A la dècada de 1920 va aparèixer àmpliament arreu d'Europa, fins i tot a La Scala de Milà, el Liceu de Barcelona, l'⁣Òpera de Viena i l'⁣Òpera Reial Sueca d'Estocolm. El seu darrer compromís va ser amb l'⁣Òpera Estatal de Dresen (1934–1835). És recordada sobretot pels seus papers de soprano principals a les òperes de Richard Wagner i Richard Strauss.

## Família i educació
Nascuda el 7 d'octubre de 1884, Lilly Johanna Maria Hafgren va ser el segon fill del director de teatre Johan Erik Hafgran (1834–1913) i de la seva dona Maria nascuda Malmgren (1859–1913), cantant de concerts. El seu germà gran, Lill Erik Gustaf, es va convertir en pianista, compositor i acadèmic, mentre que el seu germà petit, Hans Georg, va esdevenir violinista. L'any 1892, els seus pares es van traslladar a Frankfurt, Alemanya, perquè els seus fills poguessin estudiar al Conservatori Hoch. Quan tenia vuit anys, Lilly Hafgren va començar els estudis de piano al conservatori amb Max Schwarz, però el 1898 va canviar a la veu amb Maximilian Fleisch fins al 1902. Després va rebre formació addicional de veu a Stuttgart i Milà.
Hafgren es va casar dues vegades, primer el 1905 amb l'arquitecte i director de teatre Hans Waag. Es va divorciar el 1919 i es va casar per la resta de la seva vida amb el marxant d'art Georg Dinkela de Berlín.

## Carrera
Mentre vivia a Florència amb el seu primer marit, l'arquitecte i posteriorment director de teatre Hans Waag, el 1907 va fer un concert a casa de la comtessa Blandine Gravina. Actuant principalment com a pianista, també va cantar algunes peces. Siegfried Wagner que estava present la va convidar a una audició a Bayreuth on va ser director artístic del festival. Com a resultat, el 1908 va debutar a Bayreuth com a Freia a Das Rheingold. Carl Hagermann, el director de l'òpera de Mannheim, va quedar tan impressionat amb el seu cant que immediatament la va comprometre. El 1910, va cantar als concerts de Wagner a Roma i Bolonya. Durant els quatre anys següents, va interpretar diversos papers juvenils a Mannheim (1908–1912), però també va poder aparèixer com a convidada als Països Baixos, Itàlia, Àustria i Hongria. Entre els seus èxits en aquest període es trobaven Elsa a Lohengrin de Wagner i Sieglinde a Die Walküre. Hafgren va tornar a Bayreuth el 1911, 1912 i 1924, cantant Eva a Die Meistersinger von Nürnberg de Wagner. El 1909, hi va aparèixer com Elsa a Lohengrin.
Mentre estava a la Hofoper de Berlín (1912–1920), va cantar Élisabeth a l'estrena alemanya de la versió posterior de Don Carlos de Verdi el 1913. Altres papers inclouen la comtessa a Les noces de Fígaro de Mozart, Leonora a Fidelio de Beethoven, Agata a Der Freischütz de Carl Maria von Weber, els papers titulars a Carmen de Bizet i Tosca de Puccini, i l'emperadriu a Die Frau ohne Schatten de Richard Strauss. El 1920, va cantar L'emperadriu a l'estrena de Die Frau ohne Schatten de Richard Strauss. També mentre estava a Berlín, el 1913 a la Schauspielhaus va cantar el paper principal a l'estrena d'⁣Ariadne auf Naxos de Strauss.
A partir de 1921, va aparèixer als principals teatres d'òpera d'Europa. A més dels de tota Alemanya, aquests inclouen Viena, Basilea, Praga, Roma, Lió i Montecarlo. A la primavera de 1926, va passar dues setmanes a Estocolm on va interpretar els seus papers de Wagner amb el tenor Oscar Ralf sota la batuta d'Armas Järnefelt. Va passar no menys de set temporades a La Scala de Milà cantant els seus papers de Wagner amb Arturo Toscanini. Aquests inclouen Brünnhilde a Die Walküre (1925–26) i el mateix paper el 1924–25 al cicle complet de Der Ring des Nibelungen.
El 1934, va ser contractada per la Dresden Staatsoper. De manera força inesperada, el 1935 després de la seva aparició a Die Frau ohne Schatten va anunciar la seva jubilació. Malgrat els esforços de Richard Strauss que havia dirigit l'obra, mai va tornar als escenaris. Va passar la resta de la seva vida amb el seu marit Georg Dinkela a Berlín.
Lilly Hafgren va morir a Berlín el 27 de febrer de 1965, als 81 anys.